# 大學預科 (日本)
大學預科是日本依據大學令（1918年公布、1919年4月1日施行）或各帝國大學官制設置，至1955年存在的高等教育機關。

## 一覽

### 依第一次高等學校令等設置

#### 舊制高等學校大學預科（3年制）
- 第一・二・四・五・山口5校在1894年（明治27年）改組前身的高等中學校本科（2年制），設置大學預科（3年制）。

第一高等學校大學預科（東京大學教養學部）
第二高等學校大學預科（東北大學教養部）
第四高等學校大學預科（金澤大學法文學部、理學部、教養部）
第五高等學校大學預科（熊本大學法文學部、理學部）
山口高等學校大學預科（山口大學經濟學部）
第三高等學校大學預科（京都大學教養部）
第六高等學校大學預科（岡山大學 法文學部、理學部、教養部）
第七高等學校造士館大學預科（鹿兒島大學文理學部）
第八高等學校大學預科（名古屋大學教養部）

### 依各大學官制設置

#### 帝國大學預科（3年制）
大學名 - 學科
北海道帝國大學預科 - 理科（北海道大學舊教養部、惠迪寮）
京城帝國大學預科 - 文科・理科
台北帝國大學預科 - 文科・理科（廢止）
- 1941年設置，1942年移轉至七星郡士林街石角。

### 依大學令第十二條設置

#### 官立大學預科（3年制）
大學名 - 學科
東京商科大學預科 - 文科（1950年廢止）
神戶經濟大學預科 - 文科（改組為神戶大學文理學部・教養部的御影分校）
旅順工科大學預科 - 理科（廢止）
神宮皇學館大學預科 - 文科（依駐日盟軍總司令部，即GHQ神道指令廢止）
東京醫科齒科大學預科 - 理科（改組為千葉大學文理學部）

#### 公立大學預科（3年制）
第二次世界大戰終戰前設置
大學名 - 學科
大阪府立大阪醫科大學預科 - 理科（1931年廢止）
京都府立醫科大學預科 - 理科（1951年廢止）
愛知醫科大學預科 - 理科（1933年官立移管後廢止）
縣立熊本醫科大學預科 - 理科（官立移管後1935年廢止）
大阪商科大學預科 - 文科（1950年廢止）
第二次世界大戰終戰後由醫學專門學校改組
- 以下之大學預科僅設置理科。

和歌山縣立醫科大學預科（1951年廢止）：1950年改組為和歌山縣立理科短期大學。
奈良縣立醫科大學預科（1951年廢止）
廣島縣立醫科大學預科（1951年廢止）
兵庫縣立醫科大學預科（1951年廢止）
山口縣立醫科大學預科（1951年廢止）
橫濱醫科大學預科（1951年廢止）
大阪市立醫科大學預科（1951年廢止）
名古屋女子醫科大學預科（1951年廢止）
岐阜縣立醫科大學預科（1951年廢止）
縣立鹿兒島醫科大學預科（1951年廢止）
三重縣立醫科大學預科（1951年廢止）
福島縣立醫科大學預科（1951年廢止）

#### 私立大學預科

##### 3年制
第二次世界大戰終戰前設置
大學名 - 學科
大谷大學預科 - 文科
關西大學預科 - 文科
慶應義塾大學預科 - 文科・理科
興亞工業大學預科 - 理科（現：千葉工業大學）
駒澤大學預科 - 文科
戰後、設立代替校駒澤大學高等學校
大正大學預科 - 文科
東京慈惠會醫科大學預科 - 理科（1921年度 - 1928年度是2年制）
戰後、設立代替校慈惠高等學校、1954年廢止。
東洋大學預科 - 文科
日本醫科大學預科 - 理科（1926年度 - 1933年度是2年制）
藤原工業大學預科 - 理科（1944年廢合、現：慶應義塾大學理工學部）
滿洲醫科大學預科 - 理科
龍谷大學預科 - 文科
立教大學預科 - 文科
立正大學預科 - 文科
第二次世界大戰終戰後設置
大學名 - 學科
愛知大學預科 - 文科
霞浦農科大學預科 - 理科（1949年改組為茨城縣立農科大學、現：茨城大學農學部）
玉川大學預科 - 文科・理科
東海大學預科 - 文科・理科
第二次世界大戰終戰後由醫學專門學校改組
- 以下之大學預科僅設置理科。

岩手醫科大學預科
順天堂醫科大學預科（現：順天堂大學）
昭和醫科大學預科（現：昭和大學）
東京醫科大學預科
東京女子醫科大學預科
東邦醫科大學預科（現：東邦大學）
大阪醫科大學預科
大阪女子醫科大學預科（現：關西醫科大學）
久留米醫科大學預科（現：久留米大學）
東京齒科大學預科
日本齒科大學預科
大阪齒科大學預科

##### 2年制
大學名 - 學科
國學院大學預科 - 文科（1946年度起改為3年制）
戰後、設立代替校國學院高等學校
上智大學預科 - 文科（1942年度起改為3年制）
東京農業大學預科 - 理科（1946年度起改為3年制）
戰後、設立代替校東京農業大學第一高等學校
關西學院大學預科 - 文科（1946年度起改為3年制）
東亞同文書院大學預科 - 文科（1945年廢止）
高野山大學預科 - 文科（1946年度起改為3年制）
大阪理工科大學預科 - 理科（1946年度起改為3年制、現：近畿大學）

##### 3年制・2年制兩設
大學名 - 學科
專修大學預科 - 文科
第一部（3年制）・第二部（2年制）
拓殖大學預科 - 文科
第一部（2年制）・第二部（3年制） → 紅陵大學預科
戰後、設立代替校紅陵高等學校（現：拓殖大學第一高等學校）
中央大學預科 - 文科
第一預科（3年制）・第二預科（2年制）
同志社大學預科 - 文科
一部（3年制）・二部（2年制）
日本大學預科 - 文科・理科
第一部・世田谷・三島預科（皆為2年制）・第二部（3年制）
法政大學預科 - 文科
第一部（3年制）・第二部（2年制）
明治大學預科 - 文科
一種（3年制）・二種（2年制）
立命館大學預科 - 文科
第一部（3年制）・第二部（2年制）
早稻田大學附屬早稻田高等學院
第一部（3年制） → 第一早稻田高等學院 - 文科・理科
第二部（2年制） → 第二早稻田高等學院 - 文科（1942年度起改為3年制）
戰後、設立代替校早稻田大學高等學院

## 外部連結
- 「關於北海道帝國大學理學部的女性入學」
- 稲葉継雄  「關於京城帝國大學預科」  九州大學大學院教育學研究紀要、2004年。
- 華麗的舊制高校巡禮 - 舊制北海道帝國大學預科
- 華麗的舊制高校巡禮 - 舊制京城帝國大學預科
- 華麗的舊制高校巡禮 - 舊制台北帝國大學預科